# روني ماكجيلفراي
روني ماكجيلفراي (بالإنجليزية: Ronnie MacGilvray)‏ مواليد 20 يوليو 1930، هو لاعب كرة سلة أمريكي معتزل. بدأ مسيرته الاحترافية في سنة 1954. تم اختياره من قبل فريق سكرامنتو كينغز خلال الدرافت. حمل الرقم 8. يبلغ طوله 6 قدم 2 بوصة (1.9 م). اعتزل اللعب في 1955. لعب مع أتلانتا هوكس.

## روابط خارجية
- روني ماكجيلفراي على موقع إن بي أي (الإنجليزية)
- روني ماكجيلفراي على موقع سبورتس رفرنس (الإنجليزية)
- روني ماكجيلفراي على موقع كلية كرة السلة في سبورتس رفرنس.كوم (الإنجليزية)
- روني ماكجيلفراي على موقع ريلجم (الإنجليزية)
- روني ماكجيلفراي على موقع بروبوليرز (الإنجليزية)